# Roberto Casone
Roberto Casone (Suardi, 13 febbraio 1951) è un allenatore di calcio ed ex calciatore italiano, di ruolo centrocampista.

## Carriera

### Giocatore

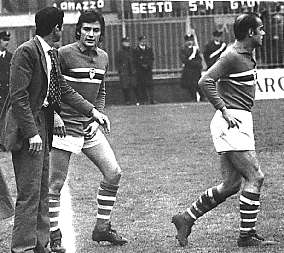
Casone (al centro) alla Sampdoria nella stagione 1971-1972, a colloquio con l'allenatore Heriberto Herrera, accanto a Luisito Suárez.

Cresciuto nelle giovanili del Milan, nel 1968 Casone è stato aggregato alla prima squadra, esordendovi il 19 marzo 1969 in Coppa Italia a San Siro contro il Torino. Nella seconda stagione al Milan ha esordito anche in Serie A il 12 ottobre 1969 contro il Palermo. Durante la stagione ha disputato 5 partite, tutte in campionato, e nella stagione successiva altre 7, di cui 6 in Serie A e una in Coppa Italia.
L'8 luglio 1971 il Milan lo ha ceduto in prestito alla Sampdoria, dove è riuscito a occupare il posto di titolare, collezionando 22 presenze in campionato e realizzando la prima rete in carriera il 26 marzo 1972 contro il Verona al Bentegodi.
Ritornato al Milan, nel 1972-1973 è stato impiegato principalmente in Coppa Italia, torneo vinto dai rossoneri in finale contro la Juventus dopo i rigori, partita nella quale Casone è subentrato durante i tempi supplementari ad Anquilletti. Nella stessa stagione ha esordito anche in Coppa delle Coppe il 21 marzo 1973 nella gara di ritorno dei quarti di finale contro lo Spartak Mosca, subentrando a Golin all'80' minuto di gioco.
Nel 1973 è stato nuovamente ceduto in prestito, questa volta in Serie B al Como. Rientrato al Milan a fine stagione, nell'ottobre 1974 è stato ceduto all'Arezzo. Dopo la retrocessione dell'Arezzo in Serie C1 si è trasferito alla Ternana, dove è rimasto per 4 stagioni trascorse ha disputato 85 partite in Serie B realizzando 7 gol e altre 9 in Coppa Italia.
Nel 1979 prima della retrocessione in Serie C1 del 1980, ha lasciato la squadra umbra giocando prima nel Casale e poi nel Vigevano.
In carriera ha totalizzato complessivamente 34 presenze e una rete in Serie A e 141 presenze e 11 reti in Serie B

### Allenatore
Dopo essersi ritirato dal calcio giocato ha intrapreso la carriera di allenatore. Iniziò con il Vigevano in Interregionale, per poi passare cinque anni al Fulvius Valenza, in Eccellenza. Ha poi allenato l'Acqui, ancora il Fulvius, la Associazione Calcio Voghera nel Campionato Nazionale Dilettanti, il San Carlo e la squadra Juniores del Casale.
Nella stagione 2010-2011 è stato alla guida del Lomello, in Prima Categoria lombarda girone I, e in quella seguente dell'Arenzano in Eccellenza Liguria.

## Statistiche

### Cronologia presenze e reti in nazionale(Under-21)
| Cronologia completa delle presenze e delle reti in nazionale ― Italia under 21 | Cronologia completa delle presenze e delle reti in nazionale ― Italia under 21 | Cronologia completa delle presenze e delle reti in nazionale ― Italia under 21 | Cronologia completa delle presenze e delle reti in nazionale ― Italia under 21 | Cronologia completa delle presenze e delle reti in nazionale ― Italia under 21 | Cronologia completa delle presenze e delle reti in nazionale ― Italia under 21 | Cronologia completa delle presenze e delle reti in nazionale ― Italia under 21 | Cronologia completa delle presenze e delle reti in nazionale ― Italia under 21 |
| Data                                                                           | Città                                                                          | In casa                                                                        | Risultato                                                                      | Ospiti                                                                         | Competizione                                                                   | Reti                                                                           | Note                                                                           |
| ------------------------------------------------------------------------------ | ------------------------------------------------------------------------------ | ------------------------------------------------------------------------------ | ------------------------------------------------------------------------------ | ------------------------------------------------------------------------------ | ------------------------------------------------------------------------------ | ------------------------------------------------------------------------------ | ------------------------------------------------------------------------------ |
| 10-11-1971                                                                     | Bergamo                                                                        | Italia under 21                                                                | 3 – 1                                                                          | Francia under 21                                                               | Amichevole                                                                     | -                                                                              |                                                                                |
| 23-2-1972                                                                      | Ascoli Piceno                                                                  | Italia under 21                                                                | 1 – 2                                                                          | Jugoslavia under 21                                                            | Amichevole                                                                     | 1                                                                              | 68’                                                                            |
| Totale                                                                         |                                                                                | Presenze                                                                       | 2                                                                              |                                                                                | Reti                                                                           | 1                                                                              |                                                                                |

## Palmarès

### Giocatore

#### Club

##### Competizioni internazionali
- Coppa delle Coppe: 1

Milan: 1972-1973

##### Competizioni nazionali
- Coppa Italia: 1

Milan: 1972-1973

##### Competizioni regionali
- Promozione: 1

Vigevano: 1981-1982 (girone D lombardo)